# 歷奇·沙比亞
理察·"歷奇"·沙比亞（英語：Richard "Ricky" Sbragia，1956年5月26日—），乃一名已退休蘇格蘭足球運動員。最近曾擔任英超球會新特蘭的領隊，現為英超勁旅曼聯的(U23組別)預備隊領隊。

## 生平

### 球員
歷奇·沙比亞是一名意大利裔的蘇格蘭人，他的球員生涯在1974年開始，1985年結束。他曾效力、黑池、約克城及。

### 教練
歷奇·沙比亞先於1987年在約克城（York City）擔任教練，他成功為約克城建立了一支不錯的青年軍。他在1994-2002年在新特蘭擔任教練。
2002年，歷奇·沙比亞轉至曼聯任教，成功建立一支成功的二隊，主將包括及。他在2005年10月10日，再轉至保頓成為其一隊教練。
在2007年4月29日，領隊辭職，他跟副手森美·李爾曾短暫成為暫代雙領隊，直至翌日後者獲委任成正式領隊，歷奇·沙比亞再次成為一隊教練。
歷奇·沙比亞在2007年11月重返新特蘭，並在堅尼於2008年12月4日請辭後被委任成暫代領隊。他在首場比賽，僅在比賽尾段失球，作客輸給曼聯0-1。在之後比賽，以4-0主場擊敗西布朗及4-1作客擊敗侯城，在聖誕節翌日賽和布力般流浪後成為正式領隊。2009年5月25日在球隊成功保級後離職。2009年7月22日獲委任為球隊首席球探。

## 數據

### 領隊
| 球隊   | 國家   | 開始          | 結束          | 紀錄 | 紀錄 | 紀錄 | 紀錄 | 紀錄  |
| 球隊   | 國家   | 開始          | 結束          | G    | W    | L    | D    | Win % |
| ------ | ------ | ------------- | ------------- | ---- | ---- | ---- | ---- | ----- |
| 新特蘭 | 英格兰 | 2008年12月4日 | 2009年5月24日 | 26   | 6    | 7    | 13   | 23.08 |

在2009年6月4日最後更新

## 外部連結
- 足球資料庫：歷奇·沙比亞的領隊統計數據
- 歷奇·沙比亞新特蘭官方介紹 （页面存档备份，存于）
- League career stats （页面存档备份，存于） 戰後英格蘭及蘇格蘭球員資料庫